# Amir Abbas Moradi
Amir Abbas Moradi (pers. امیر عباس مرادی; ur. 21 września 1985) – irański zapaśnik w stylu wolnym. Zdobył dwa srebrne medale mistrzostw Azji, w 2007 i 2008. Trzeci w Pucharze Świata w 2007 i szósty w 2013 roku.